# HMS Maori (1937)
HMS Maori – brytyjski niszczyciel z okresu II wojny światowej, typu Tribal, w służbie Royal Navy w latach 1939–1942. Nosił znaki taktyczne F24, G24. Podczas wojny służył w kampanii norweskiej, na Atlantyku i na Morzu Śródziemnym. Został zatopiony przez niemieckie lotnictwo na Malcie 12 lutego 1942.
Za przebieg służby HMS „Maori” otrzymał 5 wyróżnień bitewnych (battle honours): Norwegia 1940, operacja przeciw pancernikowi Bismarck 1941, bitwa koło przylądka Bon 1941, Atlantyk 1941, konwoje maltańskie 1941×1942.

## Budowa
Okręt zamówiono 10 marca 1936 w ramach programu z 1935 roku i stępkę pod jego budowę położono 6 lipca 1936 w stoczni Fairfield Shipbuilding and Engineering Company w Govan w Szkocji, wraz z bliźniaczym „Gurkha”. Kadłub wodowano 2 września 1937. Okręt wszedł do służby w Royal Navy 2 stycznia 1939 (spotykane są rozbieżne daty). Był to drugi okręt noszący nazwę HMS Maori (Maorys), po niszczycielu z 1909 roku. Koszt budowy bez uzbrojenia i wyposażenia łączności wyniósł £340.662.

## Służba
„Maori” wszedł do służby w składzie 4. Flotylli Niszczycieli Floty Śródziemnomorskiej stacjonującej na Malcie (początkowo nazwanej 1. Flotyllą Niszczycieli Tribal).

### Początek wojny i kampania norweska 1940
Po wybuchu II wojny światowej, „Maori” wraz z 4. Flotyllą został przeniesiony do Floty Metropolii (Home Fleet). W początkowym okresie wojny głównie patrolował na Morzu Północnym i Atlantyku oraz działał z siłami głównymi floty, bazując w Scapa Flow. 30 listopada 1939 odnalazł (z niszczycielem HMS „Inglefield”) i odholował do Norwegii, następnie do bazy uszkodzony brytyjski okręt podwodny HMS „Triad”. Od lutego 1940 do 8 kwietnia 1940 był w remoncie (usuwane defekty turbin).
„Maori” wziął udział w kampanii norweskiej, poczynając od 10 kwietnia 1940, m.in. eskortując francuskie transportowce z wojskiem 19 kwietnia do Namsos. 2 maja podczas osłony ewakuacji Namsos został lekko uszkodzony dwoma bliskimi upadkami bomb (5 zabitych i co najmniej 15 rannych). Powrócił do Wielkiej Brytanii i był naprawiany od 7 do 20 maja. Zmieniono mu w tym okresie znak taktyczny z F24 na G24.

### Flota Metropolii 1940–1941
20 czerwca wraz z „Tartar” i „Mashona” zajął na Wyspach Owczych dwa niszczyciele i dwa torpedowce zakupione przez Szwecję we Włoszech, po czym osłaniał 22/23 czerwca odholowanie do Scapa Flow niszczyciela „Puke” (okręty te zostały jednak 2 lipca zwrócone rządowi szwedzkiemu). Osłaniał w tym okresie wypady głównych sił floty przeciw niemieckim rajderom i operacje minowe. W nocy 13/14 października „Maori” wraz z niszczycielami HMS „Cossack” (kmdr Vian) „Ashanti” i „Sikh”, zaatakował niemiecki konwój w rejonie Egersundu. Zatopiono jedynie stawiacz sieci „Genua”, później podniesiony przez Niemców (nie zdołano zatopić statków konwoju).
17 października 1940 odniósł uszkodzenia osłony hydrolokatora (Asdic), wchodząc na mieliznę w estuarium Tyne, podczas operacji mającej na celu zdetonowanie ewentualnych min magnetycznych przed wyjściem pancernika HMS „King George V”, lecz uniknął większych uszkodzeń, jakie w tym samym zdarzeniu odniosły niszczyciele „Ashanti” i „Fame”. Uszkodzenia naprawiono podczas remontu od 2 grudnia 1940 do 25 stycznia 1941. Zastąpiono wówczas także podstawę dwóch dział 120 mm na rufowej pozycji X przez podstawę dwóch dział przeciwlotniczych 102 mm (podobnie, jak na innych okrętach tego typu).
Działając od maja 1941 w składzie Dowództwa Zachodnich Podejść (Western Approaches Command), 22 maja został przydzielony do eskorty konwoju WS8B z Firth of Clyde do Freetown. W drodze, 25 maja został wraz z niszczycielami HMS „Cossack”, „Sikh”, „Zulu” i polskim ORP „Piorun” odesłany do poszukiwania pancernika „Bismarck” na Atlantyku. Po odnalezieniu „Bismarcka” w nocy 27 maja, „Maori” przeprowadził na niego atak torpedowy, lecz bezskutecznie (podobnie jak pozostałe brytyjskie niszczyciele). Został przy tym lekko uszkodzony odłamkami pocisków, a kilku członków załogi wraz z dowódcą kmdr.por. H. Armstrongiem odniosło rany. Po zatopieniu „Bismarcka” przez ciężkie okręty, „Maori” uratował z niego 24 rozbitków, po czym 28 maja powrócił do Clyde, eskortując pancernik HMS „Rodney”.
Następnie, w dniach 3–7 czerwca „Maori” eskortował na początkowym etapie z Clyde konwój WS9A, a w dniach 29 czerwca – 2 lipca konwój WS9B (m.in. z polskimi niszczycielami ORP „Piorun” i „Garland”). Zainstalowano na nim następnie radar wykrywania Type 286M i dwa pojedyncze działka przeciwlotnicze 40 mm.

### Morze Śródziemne 1941–1942
Od 12 lipca „Maori” uczestniczył w eskorcie z Wielkiej Brytanii konwoju WS9C w ramach operacji zaopatrzeniowej Substance dla Malty. Po minięciu Gibraltaru 21 lipca 1941, konwój stał się w ciągu najbliższych dni obiektem ataków lotnictwa i włoskich kutrów torpedowych. „Maori” wchodził w skład Zespołu X, bezpośrednio eskortującego konwój. Mimo pewnych strat, zespół osiągnął Maltę, po czym powrócił do Gibraltaru 27 lipca. Podczas następującej operacji Style dowozu pozostałej części zaopatrzenia na Maltę, „Maori” początkowo osłaniał siły główne floty podejmujące operację pozoracyjną, a w nocy 31 lipca/1 sierpnia wraz z „Cossack” został odłączony w celu bombardowania portu Alghero na Sardynii. Powrócił po operacji do Wielkiej Brytanii.
Od 22 sierpnia do października „Maori” był remontowany w Londynie. Zamontowano wówczas radar artyleryjski Type 285 i usunięto maszt rufowy dla zwiększenia pola ostrzału przeciwlotniczego.
Od grudnia 1941 ponownie skierowano „Maori” na Morze Śródziemne, przenosząc go do 14. Flotylli Niszczycieli Floty Śródziemnomorskiej w Aleksandrii. W drodze do nowej bazy, wraz z niszczycielami HMS „Sikh”, „Legion” i holenderskim „Isaac Sweers”, 14 grudnia w nocy zespół aliancki przechwycił włoskie krążowniki lekkie „Alberico da Barbiano” i „Alberto di Giussano” i zatopił je w ataku torpedowym koło przylądka Bon.
Po tej akcji „Maori” z niszczycielami został skierowany na Maltę w celu wzmocnienia tamtejszego Zespołu K. 16 grudnia okręty zespołu wyszły w celu osłony płynącego na Maltę transportowca „Breconshire”. 17 grudnia okręty znajdowały się pod atakami lotnictwa, po czym doszło do I bitwy pod Syrtą, w której okręty alianckie walczyły w osłonie „Breconshire” przeciw przeważającym siłom włoskich okrętów, które na skutek oporu, odstąpiły od ataku. 18–19 grudnia „Maori” z flotyllą przebazował do Aleksandrii.
16–19 stycznia 1942 „Maori” brał udział w eskorcie konwoju MW-8B na Maltę, z niszczycielami HMS „Gurkha” (zatopionym podczas akcji), „Legion”, „Lance” i „Isaac Sweers” (operacja MF3). Po przyjściu na Maltę pozostał w składzie Zespołu K. 25-26 stycznia osłaniał na pierwszym etapie konwój ME-9 do Aleksandrii (operacja MF4), po czym 26-27 stycznia konwój MW-9 na Maltę, składający się tylko z transportowca „Breconshire”.
12 lutego 1942 „Maori”, przebywający w porcie Grand Harbour w Valletcie, został trafiony bombą podczas nocnego nalotu niemieckich bombowców na port, po czym zatonął na płytkiej wodzie od pożaru i wybuchu w magazynie torped. Zginęło 7 osób. Uszkodzenia od wybuchu odniósł także stojący obok niszczyciel HMS „Decoy”. Według niektórych źródeł, wrak został w 1942 podniesiony i zatopiony w innym miejscu. Po wojnie, latem 1945 roku wrak został przecięty na dwie części, podniesiony i zatopiony dalej od wyspy.
Dowódcy:
- 15.10.1938 – 30.05.1940: Cdr. (kmdr por.) Godfrey Noel Brewer
- 30.05.1940 – 09.07.1941: Cdr. Harold Thomas Armstrong
- 09.07.1041 – 12.02.1942: Cdr. Rafe Edward Courage

## Dane
Szczegółowy opis i dane techniczne w artykule niszczyciele typu Tribal (1936)

### Uzbrojenie
1939–1940:
- 8 dział kalibru 120 mm (4.7in) QF Mk XII na podwójnych podstawach CP Mk XIX, osłoniętych maskami (4 × II)
  - długość lufy: L/45 (45 kalibrów), donośność maksymalna 15 520 m, kąt podniesienia +40°, masa pocisku 22,7 kg, zapas amunicji 300 pocisków na działo (w tym 50 oświetlających)
- 4 automatyczne działka przeciwlotnicze 40 mm Vickers Mk VIII pom-pom, poczwórnie sprzężone na podstawie Mk VII (1 × IV)
  - długość lufy: L/39, donośność skuteczna w poziomie 3475 m, w pionie 1555 m, kąt podniesienia +80°, masa pocisku 0,907 kg,
- 8 wkm plot Vickers 12,7 mm, poczwórnie sprzężone (2 × IV)
- 4 wyrzutnie torpedowe 533 mm QR Mk IX (1 × IV) (4 torpedy Mk IX)
- 1 zrzutnia (na 3 bomby) i 2 miotacze bomb głębinowych (20 bomb głębinowych)

1940–1942
- 6 dział 120 mm (4.7in) QF Mk XII na podwójnych podstawach CP Mk XIX, osłoniętych maskami (3 × II)
- 2 działa uniwersalne 102 mm Mk XVI na podwójnej podstawie Mk XIX, osłonięte maską (1 × II)
  - długość lufy: L/45, donośność maksymalna 18 150 m, w pionie 11 890 m, kąt podniesienia +80°, masa pocisku 15,88 kg
- 4 automatyczne działka plot 40 mm Vickers Mk VIII pom-pom, poczwórnie sprzężone na podstawie Mk VII (1 × IV)
- 2 automatyczne działka plot 40 mm Vickers Mk VIII pom-pom, pojedyncze (2 × I) (od lipca 1941)[6]
- 8 wkm plot 12,7 mm Vickers (2 × IV)*
- 4 wyrzutnie torpedowe 533 mm QR Mk IX (1 × IV) (4 torpedy Mk IX)
- 1 zrzutnia (na 3 bomby) i 2 miotacze bomb głębinowych (20–30 bomb głębinowych)

* – Brak szczegółowych danych w dostępnych publikacjach, czy „Maori” otrzymał także działka 20 mm.

### Wyposażenie
- hydrolokator Asdic
- system kierowania ogniem artylerii: główny dalmierz i punkt kierowania ogniem Mk I, 3,6-metrowy dalmierz i punkt kierowania ogniem przeciwlotniczym Mk II (na nadbudówce dziobowej)
- radar dozoru powietrznego Typ 286M (od lipca 1941)
- radar artyleryjski Typ 285 (od października 1941)